# Прогресс М-49
Прогресс М-49 — транспортный грузовой космический корабль (ТГК) серии «Прогресс», запущен к Международной космической станции. 14-й российский корабль снабжения МКС. Серийный номер 349.

## Цель полёта
Доставка на МКС более 2500 килограммов различных грузов, в числе которых топливо для двигательных установок МКС, кислород, воздух, питьевую воду, приборы для научных экспериментов, бортдокументацию, контейнеры с продуктами питания, посылки для экипажа. Доставка новых скафандров "Орлан-М" ноутбук "Thinkpad", картриджи для принтера, измеритель микроускорений, комплект обслуживания и ремонта - инструменты, монтажный пояс, укладка с комплектом освещения, и мягкий поручень.

## Хроника полёта
- 25.05.2004, в 16:34:23 (MSK), (12:24:23 UTC) — запуск с космодрома Байконур;
- 27.05.2004, в 17:54:43 (MSK), (13:54:43 UTC) — осуществлена стыковка с МКС к стыковочному узлу на агрегатном отсеке служебного модуля «Звезда». Процесс сближения и стыковки проводился в автоматическом режиме;
- 30.07.2004, в 10:04:48 (MSK), (06:04:48 UTC) — ТГК отстыковался от МКС и отправился в автономный полёт.

## Перечень грузов
Суммарная масса всех доставляемых грузов: 2535,37 кг
| Название | Масса (кг) |
| --- | ---------- |
| Топливо в баках системы дозаправки:                                                                          |            |
| Горючее | 232,4      |
| Окислитель                                                                                                   | 407,4      |
| Газ в баллонах средств подачи кислорода (СрПК):                                                              |            |
| Кислород | 29         |
| Воздух | 20         |
| Вода в баках системы «Родник»                                                                                | 420        |
| Топливо в КДУ для нужд МКС                                                                                   | 250        |
| Грузы, доставляемые в герметичном отсеке (суммарная масса — 1177,57 кг):                                     |            |
| Оборудование для систем:                                                                                     |            |
| обеспечения газового состава (СОГС)                                                                          | 26,42      |
| водообеспечения (СВО)                                                                                        | 33,87      |
| обеспечения теплового режима (СОТР)                                                                          | 51,48      |
| управления бортовой аппаратурой (СУБА)                                                                       | 4,60       |
| управления движением и навигации (СУДН)                                                                      | 1,28       |
| Оборудование для выходов в открытый космос (в том числе скафандр «Орлан М»)                                  | 210,7      |
| контроля загрязнений (СКЗ)                                                                                   | 8          |
| электропитания (СЭП)                                                                                         | 77         |
| Средства технического обслуживания и ремонта (СТОР)                                                          | 13,15      |
| Средства санитарно-гигиенического обеспечения (ССГО)                                                         | 129,07     |
| Измерители микроускорений                                                                                    | 5,35       |
| Контейнеры с рационами питания, свежие продукты                                                              | 191,45     |
| Медицинское оборудование, бельё, средства личной гигиены и профилактики воздействия невесомости              | 60,62      |
| Оборудование для медико-биологических исследований                                                           | 8,5        |
| Оборудование для ФГБ «Заря»                                                                                  | 111,31     |
| Бортдокументация, посылки для экипажа, комплект для фотоаппаратуры                                           | 20         |
| Оборудование для американского сегмента, в том числе продукты, средства санитарно-гигиенического обеспечения | 224,77     |